# Gilbert M. Woodward
Gilbert Motier Woodward (* 25. Dezember 1835 in Washington, D.C.; † 13. März 1913 in La Crosse, Wisconsin) war ein US-amerikanischer Politiker. Zwischen 1883 und 1885 vertrat er den Bundesstaat Wisconsin im US-Repräsentantenhaus.

## Werdegang
Gilbert Woodward besuchte die öffentlichen Schulen seiner Heimat und wurde dann im Druckerei- und Pressegeschäft in Washington und in Maryland tätig. Für einige Zeit arbeitete er für die Zeitung „National Intelligence“. Im Jahr 1860 zog er nach La Crosse in Wisconsin. Nach einem anschließenden Jurastudium und seiner im Jahr 1861 erfolgten Zulassung als Rechtsanwalt begann er dort in seinem neuen Beruf zu arbeiten. Diese Tätigkeit unterbrach er, um als Soldat der Union am Bürgerkrieg teilzunehmen. Er kämpfte unter anderem in der Schlacht von Gettysburg, bei der er verwundet wurde.
Nach dem Krieg setzte er seine Anwaltstätigkeit in La Crosse fort. Zwischen 1866 und 1873 war er Bezirksstaatsanwalt im La Crosse County; von 1874 bis 1875 fungierte er als Bürgermeister der Stadt La Crosse. Politisch war Woodward zunächst Mitglied der kurzlebigen Liberal Republican Party. Dann schloss er sich der Demokratischen Partei an. Bei den Kongresswahlen des Jahres 1882 wurde er als deren Kandidat im siebten Wahlbezirk von Wisconsin in das US-Repräsentantenhaus in Washington gewählt, wo er am 4. März 1883 die Nachfolge des Republikaners Herman L. Humphrey antrat. Da er bei den Wahlen des Jahres 1884 gegen Ormsby B. Thomas verlor, konnte er bis zum 3. März 1885 nur eine Legislaturperiode im Kongress absolvieren.
Nach seinem Ausscheiden aus dem US-Repräsentantenhaus arbeitete Gilbert Woodward wieder als Anwalt in La Crosse. Im Jahr 1886 kandidierte er erfolglos für das Amt des Gouverneurs von Wisconsin, wobei er mit knapp 40 Prozent der Stimmen dem republikanischen Amtsinhaber Jeremiah McLain Rusk unterlag. 1888 war er Delegierter zur Democratic National Convention in St. Louis, auf der US-Präsident Grover Cleveland zur Wiederwahl nominiert wurde. Gilbert Woodward starb am 13. März 1913 in La Crosse und wurde dort auch beigesetzt.